# June Mendoza
June Mendoza (Melbourne, 12 giugno 1924 – Melbourne, 15 maggio 2024) è stata una pittrice australiana, che lavorò principalmente a olio.
Le sue opere sono in numerose collezioni, tra cui quelle del Britannia Royal Naval College, del Girton College, di Cambridge, del Green Howards Regimental Museum, della National Portrait Gallery, della Open University, del Palazzo di Westminster, del Queens' College (Cambridge), del Royal Scots Museum e del Trinity College (Oxford).

## Biografia
June Mendoza nacque a Melbourne, in Australia. I suoi genitori, John Morton e Dot (nata Mendoza), erano entrambi musicisti, interpreti e compositori rispettivamente di violino e pianoforte, suo fratello minore Peter Mendoza (nato nel 1927) era un attore in particolare attivo in Australia e nel teatro di repertorio in Inghilterra. Da bambina andò in tournée con sua madre, lavorando in piccole parti di mimo. Durante questi tour iniziò a disegnare nel suo tempo libero. Si rese conto che l'arte era la sua vocazione all'età di 12 anni.
Eseguì ritratti della famiglia reale (come la regina Elisabetta II, la regina madre Elisabetta, Diana, principessa del Galles),, di politici (Margaret Thatcher, John Major, Corazon Aquino, Goh Chok Tong, John Gorton), di sportivi, di militari e di altre celebrità.
Fu la naufraga nella puntata dell'8 settembre 1979 nel programma della BBC Radio Desert Island Discs e nel 1985 ritrasse il conduttore, Roy Plomley.
June Mendoza morì il 15 maggio del 2024, un mese prima di compiere 100 anni.

## Vita privata
Nel 1960 sposò Keith Mackrell, che l'accompagnò in due trasferte all'estero. Ebbero 4 figli.